# Henri Guybet
Pour les articles homonymes, voir Guybet.
Henri Guybet est un acteur français, né le 21 décembre 1936 dans le 14e arrondissement de Paris.
Comédien de café-théâtre dès la fin des années 1960, membre fondateur du Café de la gare avec Romain Bouteille, Coluche, Patrick Dewaere, Miou-Miou et Sotha, il incarne ensuite un second rôle prolifique du cinéma français, dans de grands succès populaires comme Quelques messieurs trop tranquilles (1972), Les Aventures de Rabbi Jacob (1973), plusieurs comédies avec Pierre Richard tel Le Retour du grand blond (1974), ainsi que On a retrouvé la septième compagnie (1975) et La Septième Compagnie au clair de lune (1977). La suite de sa carrière lui permet de s'imposer comme une figure du théâtre de boulevard.
En plus de cinquante ans de carrière, il n'a pu jouer qu'un seul rôle principal au cinéma, dans la comédie douce-amère Le Pion, en 1978.
Durant des décennies, il s'illustre également dans le doublage, notamment dans le rôle du dinosaure en jouet Rex des films Toy Story.
| Image externe |                         |
|               | Portrait d'Henri Guybet |

## Biographie
Henri Guybet passe son enfance dans le 19e arrondissement de Paris, avenue Simon-Bolivar où sa mère est couturière. À la fin des années 1950, Il participe à la guerre d'Algérie pendant son service militaire.
Après l'armée, il s'inscrit au cours de Dullin tenu par Lucien Arnaud. Engagé par le renommé metteur-en-scène Jean Vilar, il débute dans le rôle d'un hallebardier, dans la pièce Antigone, au Théâtre national populaire de Paris.
À la fin des années 1960, il découvre le café-théâtre, notamment au sein du Café de la gare, aux côtés de Coluche, Patrick Dewaere, Romain Bouteille et Miou-Miou, qu'il participe lui-même à fonder. En parallèle à son travail de comédien, il participe à des tournages publicitaires, permettant notamment de cofinancer le Café de la Gare, comme ses comparses de la troupe.
En 1972, Gérard Oury lui offre son premier grand rôle au cinéma dans Les Aventures de Rabbi Jacob film qui remporte un considérable succès populaire, dans lequel il incarne Salomon, le chauffeur juif de Louis de Funès. L'aspect culte de la réplique « Salomon, vous êtes juif ? » le fait entrer dans la mémoire collective populaire.
Après ce film, Henri Guybet commence à être reconnu au cinéma et à la télévision, plusieurs années avant ses comparses Patrick Dewaere et Coluche, issus eux aussi du Café de la Gare. Comme eux, entre 1970 et 1980, il multiplie en parallèle, les apparitions dans des films publicitaires.
Son talent comique reconnu par Georges Lautner, lui permet de s'épanouir dans la comédie Pas de problème ainsi qu'auprès de Robert Lamoureux, lequel le choisit pour remplacer Aldo Maccione devenu trop coûteux, dans la série des films de la 7e compagnie, dont On a retrouvé la septième compagnie.
En 1978, ces grands succès populaires lui permettent de décrocher le rôle principal du film Le Pion, où il interprète le personnage provincial Bertrand Barabi. Ce modeste « pion » est encouragé par une jeune veuve incarnée par Claude Jade, pour accomplir sa démarche littéraire comme romancier avant qu'il ne rencontre un succès inespéré. Ce premier rôle va rester son seul rôle romanesque et de premier plan. Vers la fin des années 1970, il tourne plusieurs « nanars » et devient un second rôle apprécié des réalisateurs et producteurs de comédies.
Durant la décennie 1980, la scène lui permet de s'épanouir comme une référence du théâtre de boulevard.
À partir de 1981, on ne lui propose plus de rôles marquants au cinéma. Pour autant, il ne tente pas la comédie dramatique, refusant par exemple des rôles de policier ou de truand, mais il accepte de jouer des personnages considérés comme « sympathiques », comme pour le rôle du soldat Tassin dans les deuxième et troisième films de la trilogie de Robert Lamoureux, La Septième Compagnie.
Ce personnage récurrent de bidasse semble le marquer et lasser les cinéastes et les producteurs, dont certains le considèrent dès lors comme passé de mode; ils hésitent par la suite à lui donner des rôles d'envergure, le cantonnant le plus souvent à des seconds ou des troisièmes rôles, dans des films à petit budget qui ne remportent pas un large succès.
Ainsi, au milieu des années 1980, Henri Guybet tourne le plus souvent pour la télévision, dans des téléfilms et fictions. Pour ces différents motifs, il s'investit dans le théâtre de boulevard, genre de spectacle qu'il apprécie, en jouant notamment des pièces de Feydeau.
En 1985, comme bien d'autres acteurs et célébrités de l'époque, il enregistre une chanson, disque 45 tours, intitulée T'as ta tête où ?.
Durant les années 1990 son succès est relatif par rapport à l'« âge d'or » des années 1970 et du tout début des années 1980, où des cinéastes comme Georges Lautner ou Gérard Oury ont fait appel à lui.
Il réside à Bouray-sur-Juine (Essonne, Île-de-France) depuis le début des années 1990.
Durant la décennie 2000, il continue de participer à de nombreux doublages, pour des films d'animation dont notamment la série Toy Story ou 1 001 Pattes.
En 2012, le journaliste et réalisateur Gilles Botineau se penche sur son parcours et lui consacre un portrait documentaire de 52 minutes, Henri Guybet, le rire tranquille, revenant sur l'ensemble de sa carrière. L'occasion pour le comédien de raconter son histoire et évoquer ses illustres partenaires.
Son fils Christophe Guybet est également comédien.

## Filmographie

### Cinéma
- 1968 : L'amour c'est gai, l'amour c'est triste de Jean-Daniel Pollet : un ami de Léon.
- 1969 : L'Innocente d'Olivier Ricard : un pêcheur (court-métrage)
- 1971 : Les Mariés de l'an II de Jean-Paul Rappeneau : un ami de Simon
- 1971 : Il était une fois un flic de Georges Lautner : un inspecteur de police
- 1972 : La Cavale de Michel Mitrani : le préposé à la cantine
- 1972 : Les grands sentiments font les bons gueuletons de Michel Berny
- 1972 : L'An 01 de Jacques Doillon et Alain Resnais : le gars au réveille du matin
- 1972 : Elle court, elle court la banlieue de Gérard Pirès : l'agent de police (scène finale)
- 1972 : Fusil chargé de Carlo Lombardini
- 1972 : Quelques messieurs trop tranquilles de Georges Lautner : Arsène Cahuzac
- 1973 : Themroc de Claude Faraldo : un ouvrier
- 1973 : Les Aventures de Rabbi Jacob de Gérard Oury : Salomon
- 1974 : La moutarde me monte au nez de Claude Zidi : Patrick, le neveu d'Albert Renaudin
- 1974 : OK patron de Claude Vital : Frédéric
- 1974 : Le Retour du grand blond de Yves Robert : Charmant, un tueur
- 1975 : Les Démerdards de Richard Balducci
- 1975 : Y'a un os dans la moulinette de Raoul André : Roscoff
- 1975 : Pas de problème de Georges Lautner : Daniel
- 1975 : On a retrouvé la septième compagnie de Robert Lamoureux : Tassin
- 1975 : Flic Story de Jacques Deray : Hidoine
- 1976 : On aura tout vu de Georges Lautner : Mercier
- 1977 : La Septième Compagnie au clair de lune de Robert Lamoureux : Tassin
- 1978 : Le Pion de Christian Gion : Bertrand Barabi dit Bergerac
- 1978 : Ils sont fous ces sorciers de Georges Lautner : Henri Berger
- 1978 : One, Two, Two 122, rue de Provence de Christian Gion : Marcel Jamet
- 1978 : Chaussette surprise de Jean-François Davy : l'assistant
- 1978 : Général... nous voilà ! de Jacques Besnard : Gen. Italo Talbo
- 1979 : Le Gagnant de Christian Gion : Thierry Denoël
- 1979 : Les Charlots en délire de Alain Basnier : l'avocat/le curé/le préposé agence recyclage
- 1979 : Les Aventures du Guidon futé de Jean-Marie Durand : Choukroune
- 1979 : Les Givrés de Alain Jaspard : le loueur de skis
- 1979 : Les héros n'ont pas froid aux oreilles de Charles Némès : Bertier
- 1980 : Le Guignolo de Georges Lautner : Machavoine, le plombier
- 1981 : Est-ce bien raisonnable ? de Georges Lautner : Daniel
- 1981 : Les matous sont romantiques de Sotha : Roger No 1
- 1981 : Le bahut va craquer de Michel Nerval : le pion
- 1981 : Le Chêne d'Allouville de Serge Pénard : François Lecourt
- 1981 : Pétrole ! Pétrole ! de Christian Gion : Bernard Bérian
- 1981 : Pourquoi pas nous ? de Michel Berny : Raymond, le beau-frère de Jacqueline
- 1981 : On n'est pas sorti de l'auberge de Max Pécas : M. Courdu, le mari jaloux
- 1981 : Le jour se lève et les conneries commencent de Claude Mulot
- 1982 : Le Cadeau de Michel Lang : André
- 1982 : Le Corbillard de Jules de Serge Pénard : le commandant Robert
- 1982 : Ça va faire mal ! de Jean-François Davy : Vladimir
- 1982 : Les Diplômés du dernier rang de Christian Gion : l'avocat
- 1983 : Sandy de Michel Nerval : François
- 1984 : Le Cowboy de Georges Lautner : brigadier Lavalle
- 1984 : Canicule de Yves Boisset : Marceau
- 1985 : À nous les garçons de Michel Lang : Georges
- 1986 : Club de rencontres de Michel Lang : l'inspecteur Étienne Gandin
- 1996 : La Braconne de Serge Pénard : André
- 2002 : Ah ! si j'étais riche de Michel Munz et Gérard Bitton : M. Brun
- 2003 : Art’n Acte Production de Farid Dms Debah : invité des « Visions d'or » (court-métrage)
- 2005 : Nature contre nature de Lucas Belvaux : Yves Lambert
- 2009 : Protéger et servir d'Éric Lavaine : l'abbé Mignard

- 2014 : Sous les jupes des filles d'Audrey Dana : le majordome à la fin
- 2016 : Le Cabanon rose de Jean-Pierre Mocky : le boucher
- 2017 : Vive la crise de Jean-François Davy : le prêtre
- 2018 : Je vais mieux de Jean-Pierre Améris : le père de Laurent
- 2018 : Les Vieux Fourneaux de Christophe Duthuron : Garan-Servier
- 2019 : Le Dindon de Jalil Lespert : Jérôme
- 2023 : Juste ciel ! de Laurent Tirard : Pensionnaire Ehpad

### Télévision
- 1970 : Alice de Jean-Roger Cadet : le militaire
- 1970 : Rendez-vous à Badenberg de Jean-Michel Meurice
- 1973 : Molière pour rire et pour pleurer de Marcel Camus
- 1974 : Des lauriers pour Lila de Claude Grinberg : Rigault
- 1977 : Emmenez-moi au Ritz de Pierre Grimblat : Félix
- 1981 : Au théâtre ce soir : Pieds nus dans le parc de Neil Simon, mise en scène Pierre Mondy, réalisation Pierre Sabbagh, Théâtre Marigny
- 1982 : Allons voir si la rose de Bernard Toublanc-Michel : Franck
- 1983 : L'étrange château du Docteur Lerne de Jean-Daniel Verhaeghe : Dominique
- 1984 : La Pendule de Éric Le Hung : M. Barré
- 1985 : Jeu, set et match de Michel Wyn
- 1985 : Macadam "En suivant son rêve" de Jean Hénin
- 1986 : Catherine de Marion Sarraut : Guillaume-Jean Legoix, père de Catherine
- 1986 : Le Vent dans les Saules de Dave Unwin : Monsieur Taupe
- 1989 : Douce France : Jeannot Payradon
- 1989 : Deux hommes dans une valise de Philippe Ducrest : Max
- 1990 : Joséphine en tournée de Jacques Rozier : Charles Rollin
- 1991 : La Florentine de Marion Sarraut
- 1992 : Mes coquins de Jean-Daniel Verhaeghe : Malandre
- 1992 : Un beau petit milliard de Pierre Tchernia : Félix
- 1992 : Le secret du petit milliard de Pierre Tchernia : Félix
- 1993 : Classe mannequin (1 épisode)
- 1993 : Rocca (épisodes Coup de cœur, Mortels rendez-vous et Retour de flamme) : Napo
- 1984 : Au théâtre ce soir : La Surprise de Christian Nohel, mise en scène Jean-Luc Moreau, réalisation Pierre Sabbagh, Théâtre Marigny
- 2004 : Caméra Café (épisodes Le Dabe et Mon père ce zéro) : le père de Jean-Claude
- 2004 : La Ronde des Flandres d'André Chandelle : Milou
- 2004 : Nature contre nature de Lucas Belvaux : Yves Lambert
- 2005 : Sous le soleil, épisode Jeu de séduction
- 2006 : Nos amis les parents de Philippe Proteau : Raymond
- 2008 : Myster Mocky présente, épisode Chantage à domicile de Jean-Pierre Mocky
- 2009 : Colère de Jean-Pierre Mocky : Ferber
- 2011 : Yes we can d'Olivier Abbou
- 2012 : Le Jour où tout a basculé (Mon aide soignante m'a spolié) : Georges
- 2012 : Henri Guybet, le rire tranquille (documentaire) de Gilles Botineau : lui-même
- 2013 : Le Métis de Dieu d'Ilan Duran Cohen : Charles Lustiger
- 2014 : Alex Hugo, la mort et la belle vie de Pierre Isoard : Le tueur
- 2014 : Ça va passer...Mais quand?, de Stéphane Kappes : Michel
- 2014 : La Trouvaille de Juliette de Jérôme Navarro : Thorez
- 2014 : Coup de cœur de Dominique Ladoge : Gaston
- 2015 : Pacte sacré de Marion Sarraut : René
- 2015 : Scènes de ménages : Robert, un ami de Raymond et Huguette
- 2017 : Le Secret de l'abbaye d'Alfred Lot : Alphonse Monnet
- 2019 : Myster Mocky présente, épisode La femme docteur de Jean-Pierre Mocky
- 2019 : En famille, prime spécial Noël : Bernard Escourrou, le père de Jean-Pierre
- 2021 : 100 % bio de Fabien Onteniente : André
- 2021 : En famille, prime Le Mariage de Marjorie : Bernard Escourrou, le père de Jean-Pierre
- 2022 : Visitors (série) de Simon Astier : Robert
- 2026 : Aytl Jensen fait son show ! de Aytl Jensen: Hibert Vogel (3 épisodes)

## Théâtre
- 1963 : Monsieur Vautrin d'André Charpak, d'après Honoré de Balzac, mise en scène André Charpak, Théâtre Récamier
- 1963 : La Femme d'un autre de Fiodor Dostoïevski, mise en scène André Charpak, Théâtre Récamier
- 1966 : Opération Lagrelèche de Jean Poiret et Michel Serrault, Théâtre Fontaine
- 1969 - 1978 : pièces avec la troupe du Café de la Gare
- 1972 : Le Soir des diplomates de Romain Bouteille, mise en scène de l'auteur, Poche Montparnasse
- 1984 : Deux hommes dans une valise de Peter Yeldham et Donald Churchill, mise scène Jean-Luc Moreau, Théâtre de la Porte Saint Martin
- 1985 : Pyjama pour six de Marc Camoletti, mise en scène de l'auteur, Théâtre Michel
- 1988 : Pyjama pour six de Marc Camoletti, mise en scène de l'auteur, Théâtre Michel
- 1989 : Deux Hommes dans une valise de Donald Churchill, mise en scène Jean-Luc Moreau, avec Darry Cowl
- 1990 : Bisous, bisous de Derek Benfield, adaptation et mise en scène Marc Camoletti, Théâtre Michel
- 1991 : La Bonne Anna de Marc Camoletti, mise en scène de l'auteur, Théâtre Michel
- 1991 : Darling chérie de Marc Camoletti, mise en scène de l'auteur, Théâtre Michel
- 1991 : Le Prête-nom de John Chapman, mise en scène Jean-Luc Moreau
- 1992 : Une cloche en or de Sim, mise en scène de l'auteur, Théâtre des Nouveautés
- 1994 : Une fille entre nous d'Éric Assous, mise en scène Bernard Menez, Théâtre Fontaine
- 1997 : Sacré Noël de Bruno Druart, mise en scène Henri Lazarini, Théâtre de La Mare au diable Palaiseau, Théâtre Rive Gauche
- 2000 : Le Voyageur de l'an 2000 de Serge Pénard et Henri Guybet, tournée
- 2002 : Drôle de manoir de Serge Pénard et Henri Guybet, tournée
- 2003 : Monnaie de singes de Henri Guybet et Éric Lenormand, tournée
- 2004 : La Poison de Sacha Guitry, mise en scène Henri Lazarini, Théâtre 14 Jean-Marie Serreau
- 2005 : Hold-up de Jean Barbier, mise en scène Jean-Luc Moreau, Théâtre des Nouveautés
- 2006 : Espèces menacées de Ray Cooney, mise en scène Jacqueline Bœuf, adaptation de Michel Blanc et Gérard Jugnot, traduction de Stewart Vaughan
- 2007 : Le Médecin malgré lui de Molière, mise en scène Henri Lazarini, Théâtre de La Mare au Diable Palaiseau, Théâtre de Montreux Riviera, Théâtre de Longjumeau
- 2007 : La Dame de chez Maxim de Georges Feydeau, mise en scène Francis Perrin, Théâtre des Variétés, diffusée sur France 2
- 2009 : Actes manqués d'Henri Guybet, mise en scène Annick Blancheteau, Comédie de Paris
- 2011 - 2012 : Grossesses nerveuses de Jean-Yves Rogale, mise en scène Philippe Hersen, Théâtre Daunou, tournée
- 2012 : Chambres d'hôtes de Gérard Rinaldi et Sylvie Loeillet, mise en scène Éric Civanyan, Théâtre de la Renaissance
- 2013 : Cours toujours! d'Henri Guybet et Bruno Druart, mise en scène Luq Hamett, tournée
- 2015 : Tout reste à faire de et mise en scène Christine Delaroche, tournée
- 2017 : Que la meilleure gagne ! de Bruno Druart et Patrick Angonin, mise en scène Jean-Philippe Azéma, tournée
- 2019 - 2020 : Un drôle de mariage pour tous, de et mise en scène Henri Guybet, tournée puis théâtre Daunou
- 2022 : Qui vole un œuf... de Henri Guybet, mise en scène Jean-Luc Moreau, tournée

## Doublage

### Cinéma

#### Films
- 1996 : L'incroyable Voyage 2 : À San Francisco : Pete (Adam Goldberg) (voix)
- 2001 : Gosford Park : inspecteur Thompson (Stephen Fry)

#### Films d'animation
- 1959 : Les Aventures de Pinocchio[8] : Karabas
- 1996 : Toy Story : Rex[9]
- Toy Story Short : Rex
- 1996 : Le Vent dans les saules : Taupe
- 1997 : Les saules en hiver : Taupe
- 1998 : 1 001 Pattes : Plouc[10]
- 2000 : Toy Story 2 : Rex[9]
- 2000 : Chicken Run : Mr Tweedy[11] (second doublage)
- 2001 : Buzz l'Éclair, le film : Le Début des aventures : Rex
- 2001 : Monstres et Cie : Yéti[12] / Rex[9] (dans le générique de fin)
- 2005 : Vaillant, pigeon de combat ! : Underlingk[13]
- 2006 : Cars : le Yéti de Monstres et Cie parodié en automobile, transberry juice[9]
- 2006 : Georges le petit curieux : Mr. Bloomsberry[14]
- 2009 : Georges le petit curieux 2 : Suivez ce singe : Mr. Bloomsberry[15]
- 2010 : Toy Story 3 : Rex[9]
- 2011 : Vacances à Hawaï : Rex[9] (court-métrage)
- 2012 : Rex, le roi de la fête : Rex (court-métrage)
- 2012 : Mini Buzz : Rex
- 2013 : Toy Story : Angoisse au motel : Rex[9] (court-métrage)
- 2017 : Toy Story : Hors du temps : Rex[9] (court-métrage)
- 2018 : Hôtel Transylvanie 3 : Des vacances monstrueuses : Vlad[16]
- 2019 : Toy Story 4 : Rex[9]

### Télévision

#### Séries télévisées
- 1991-1994[17] : Dinosaures : Roy Hess (Sam McMurray) (voix)
- 2002-2005 : Queer as Folk : Ron Peterson (Don Allison) (3 épisodes)

#### Séries d’animation
- 1991-1995 : Ren et Stimpy : Stimpy[18]
- 1993 : Bonkers : le chef Leonard Kanifky
- 1995 : Iznogoud : Dilat Laraht, le fidèle homme de main d'Iznogoud
- 2003 : Chocotte minute : voix additionnelles
- 2004-2007 : Les Gnoufs : Gigabeb
- 2019-2020 : Fourchette se pose des questions : Rex[9]

### Jeux vidéo
- 1999 : Toy Story 2 : Buzz l'Éclair à la rescousse ! : Rex
- 1999 : Toy Story : Atelier de jeux : Rex
- 2003 : Disney : Le Mystère des clés perdues : Qwakey (l'un des trois fantômes)
- 2010 : Toy Story 3 : Rex
- 2013 : Disney Infinity : Rex

## Voix-off
- 2006 : Crésus : l'Âne

## Publication
- J'aurais pu faire pire, Paris, Jean-Claude Gawsewitch Éditeur, coll. « Document », 2011, 320 p.  (ISBN 978-2-3501-3301-0)

## Discographie
- 1985 : T'as ta tête où
- 1987 : Espoir avec Julie et Saïd[Qui ?]

## Distinctions
- Chevalier de la Légion d'honneur (décret du 29 décembre 2023)[19]
- Membre de l'Académie Alphonse-Allais
- Gérard du Cinéma 2011 : Trophée du Gérard de l'acteur qu'on croyait mort depuis 1985 et qui en fait tournait encore (dans Protéger et servir)